# Puebla de Don Francisco
El Valle de Altomira – gmina w Hiszpanii, w prowincji Cuenca, w Kastylii-La Mancha, o powierzchni 147,41 km². W 2011 roku gmina liczyła 296 mieszkańców.